# Whatever I Say Is Royal Ocean
Whatever I Say Is Royal Ocean es el primer EP de la banda estadounidense de post-hardcore Dance Gavin Dance. Fue lanzado el 14 de noviembre de 2006 en Rise Records. El EP se grabó originalmente durante un período de seis meses con el productor Phil Devereux y posteriormente fue producido y masterizado por Kris Crummett después de que la banda firmara con Rise Records. Una canción demo inédita del proyecto también incluía la pista "Attack of the Dashing Young and Bold".

## Lista de canciones
| N.º | Título                                      | Duración |  |
| 1.  | «Whatever I Say Is Royal Ocean»             | 0:48     |  |
| 2.  | «The Robot with Human Hair, Pt. 1»          | 4:14     |  |
| 3.  | «The Robot vs. Heroin Battle of Vietnam»    | 3:04     |  |
| 4.  | «Tidal Waves: Breakfast, Lunch, and Dinner» | 3:29     |  |
| 5.  | «The Importance of Cocaine»                 | 4:38     |  |
| 6.  | «The Robot with Human Hair, Pt. 2»          | 5:45     |  |
| 7.  | «Burning Down the Nicotine Armoire»         | 5:45     |  |

## Personal
- Jonny Craig - voz principal
- Jon Mess - voz secundario
- Will Swan - guitarra
- Sean O'Sullivan - guitarra
- Eric Lodge - bajo
- Matt Mingus - batería, percusión